# 북삼도서관 (동해시)
동해시립북삼도서관은 강원특별자치도 동해시 동회동 소재의 시립 도서관이다.

## 연혁
- 2002년 2월 1일 개관.
- 2003년 12월 15일 디지털자료실 개실.
- 2007년 2월 9일 유아전용도서실 개실.
- 2007년 5월 9일 국회도서관, 국립중앙도서관 원문 DB검색 서비스 시행.

## 시설현황
- 3층: 일반열람실, 시청각실, 제2강의실
- 2층: 종합자료실, 아동실, 휴게실
- 1층: 유아전용도서실, 디지털자료실, 관리사무실

## 이용 안내
이용 시간
- 유아·아동도서실: 매일 09:00 ~ 18:00
- 디지털자료실: 매일 09:00 ~ 18:00
- 종합자료실: 평일 09:00 ~ 20:00 / 토·일요일 09:00 ~ 18:00
- 열람실: 매일 09:00 ~ 23:00

휴관일
- 매주 금요일
- 일요일을 제외한 관공서의 공휴일 (공휴일이 일요일과 겹칠 경우 개관)
- 연말대청소일 (12월 31일)
- 기타 도서관장이 시장의 승인을 얻어 휴관일로 정한 날